# Marshall Sahlins
Marshall David Sahlins (Chicago, 27 de dezembro de 1930 – Chicago, 5 de abril de 2021) foi um antropólogo dos Estados Unidos. Recebeu os títulos de bacharel e de mestre pela Universidade de Michigan, onde estudou com Leslie White, e obteve Ph.D na Universidade de Colúmbia em 1954, onde suas principais influências intelectuais foram Karl Polanyi e Julian Steward. Ele lecionou na Universidade de Michigan, onde nos anos 1960 iniciou sua atividade política, que incluiu o movimento contra a Guerra do Vietnã. No final da década de 1960 esteve dois anos em Paris, onde sofreu a influência da vida intelectual francesa (particularmente de Claude Lévi-Strauss) e participou dos protestos estudantis de maio de 1968. Em 1973 transferiu-se para a Universidade de Chicago, tendo sido professor emérito (Charles F. Grey Distinguished Service Professor).

## Formação intelectual
Marshall Sahlins pertenceu à escola neoevolucionista nas primeiras duas décadas de sua vida acadêmica, tendo publicado em 1960 a obra Evolution and Culture. A corrente teórica, criada por Julian Steward e Leslie White a partir das teorias de Morgan, tinha como dois grandes centros intelectuais as universidades de Michigan e Columbia e se opunha ao culturalismo de Boas e seus discípulos. White defendia que a evolução das sociedades era unilinear e dava particular atenção à evolução tecnológica das matrizes energéticas utilizadas pelos homens; Steward era cético quanto à possibilidade de se achar causas únicas e defendia uma teoria multilinear onde enfatizava, além da tecnologia, fatores econômicos, políticos, ideológicos e religiosos. Sahlins tentou sintetiza-las com a proposição, paralelamente à biologia, de que cada cultura era moldada pelas peculiaridades geográficas e temporais do local onde é exercida, mas todas tendem, ao longo do tempo, a se tornarem mais eficientes e complexas.
As sociedades tribais das ilhas do Pacífico foram um laboratório para os estudos de Sahlins. O nível de desenvolvimento político variava desde as pequenas sociedades baseadas em parentesco da Melanésia até os Estados tribais de Taiti, Tonga e Havaí. A visão que neoevolucionistas como Sahlins tinham a esse respeito era de que “Em todo o mundo, embora não na mesma época, as sociedades passaram por estágios semelhantes de desenvolvimento político em consequência do progresso tecnológico e do acúmulo de recursos nas mãos de poucos.” . Porém já naquela época era desacreditada a aplicação dos princípios da economia clássica (Marx aí incluído) na compreensão das sociedades primitivas. Num primeiro estágio, o da “economia doméstica de produção”, as trocas eram regidas predominantemente pelos laços de parentesco e havia pouca exploração; eram também consideradas “sociedades da abundância original”. Com o passar do tempo os tributos cobrados pelos chefes, empregados como instrumento de barganha, ganhavam mais importância, até que se configurasse uma “economia de comando”.

## Fase culturalista
No final década de 1960 o antropólogo que havia se destacado entre os neoevolucionistas subitamente abandonou essa corrente e aderiu a um tipo de determinismo cultural. Tal mudança de posição teórica foi propiciada por sua estadia em Paris, de 1967 a 1969. Ele atacou com o culturalismo a sociobiologia, uma mutação radical da teoria darwiniana. O estruturalismo antropológico, representado por Lévi-Strauss, foi uma das principais influências dessa nova concepção de Sahlins e se destacou por sua contraposição à ideia de progresso. Alguns consideraram esta visão essencialmente conservadora, pois não encontravam nela a possibilidade de mudança.
A crítica ao marxismo empreendida por Sahlins começava pela observação de que “nas culturas tribais economia, política, ritual e ideologia não aparecem como ‘sistemas distintos’; tampouco relações podem ser facilmente designadas a uma ou outras dessas funções.”. Logo em seguida vinha a concepção de que “a cultura, a ordem simbólica, dominava em todos os lugares” . Do mesmo modo que nas sociedades tribais o foco simbólico envolve relações de parentesco, na sociedade ocidental, espacialmente no caso norte-americano, ele é posto nos objetos manufaturados. A singularidade da sociedade ocidental não está no fato de o sistema econômico fugir à ordem simbólica, mas nas conseqüências estruturais por essa opção. O aforismo de Sahlins exemplifica essa interpretação: “O dinheiro significa para o Ocidente o que o parentesco significa para o Resto”. Portanto, nem o utilitarismo, nem o marxismo, como expressões da consciência em sociedades burguesas, se aplicam aos primitivos.
Como o evolucionismo havia sido abandonado pelo antropólogo, persistia a dúvida sobre como se deu a organização de Estados. O estudo das etnografias sugeriu a possibilidade de esse desenvolvimento estar relacionado com a mitologia: “A função dos mitos, como dissera Malinowski, era justificar o presente, legitimar a prática atual. (…) A essas teses já convencionais, Sahlins acrescentou outra: as pessoas estabelecem novos eventos em tramas já estabelecidas na mitologia. Os mitos sobre a origem reapareciam ligeiramente transformados como épicos históricos e,depois, como notícias do dia”. Os mitos fornecem um conhecimento com amplas aplicações práticas, pois são um tipo de arquétipo para situações análogas e, por isso, um guia para ações futuras. Deste modo os vivos podem se comportar como heróis míticos. Um entrelaçamento genealógico com os heróis míticos facilita ainda mais essa identificação. Essa recriação dos mitos em situações contemporâneas é o que Sahlins denominou “mitopráxis”. Como “do ponto de vista do nativo, todo evento era um exemplo concreto de uma estrutura ideológica”, a oposição entre estrutura e evento foi neutralizada.

## Controvérsias em que se envolveu Sahlins
No exemplo da visita do capitão James Cook ao Havaí (pp. 233 – 238) o conceito de mitopráxis foi aplicado por Sahlins com bastante eficácia. Fazia muito sentido a identificação do capitão inglês com o deus Lono, pois grande parte das atribuições deste foi desempenhada por aquele, ainda que sem querer. Mas as quebras de tabu resultantes da visita pioneira dos ingleses, como a aceitação da companhia das mulheres durante as refeições, e a desilusão quanto a condição divina supostamente atribuída aos marinheiros, com exceção do capitão Cook, desencadearam grandes transformações na estrutura social havaiana, que culminaram com a revolução de 1819, protagonizada pelo rei nativo e seus mais próximos. Porém houve forte controvérsia a respeito da plausibilidade da apoteose de Cook.
O antropólogo da Universidade de Princeton Gananath Obeyesekere duvidou dessa associação entre os ingleses e as crenças religiosas e propôs razões mais seculares para a acolhida dos havaianos aos ingleses e, numa segunda e inesperada visita, o assassinato do capitão. Para ele “Sahlins trata os nativos como escravos inconscientes dos costumes”. Ao que Sahlins respondeu com a atribuição de um “utilitarismo vulgar” a seu rival . A universalidade do racionalismo maquiavélico, representada pela teoria de que os parentes colaterais do rei havaiano tinham interesse em estabelecer relações comerciais com os ingleses para subverterem o governo e tomarem o poder, é a hipótese de Obeyesekere que Sahlins desqualifica. A discussão não pôde ser solucionada definitivamente devido a ausência de relatos nativos conclusivos a respeito da cultura havaiana do período deste episódio (1778 – 1779). Na verdade o culturalismo puro e soberano é o aspecto mais criticado da teoria de Sahlins, e o relativismo cultural é sua defesa contra o “utilitarismo vulgar” de seus críticos.

## Morte
Sahlins morreu em 5 de abril de 2021 em sua casa no bairro de Hyde Park, em Chicago. Após a sua morte, foi anunciado a criação de um fundo pela família de Sahlins para a construção de um memorial em homenagem a ele na Universidade de Chicago.

## Escritos

### Monografias
- Social Stratification in Polynesia
- Moala: Culture and Nature on a Fijian Island
- Evolution and Culture
- Stone Age Economics
- Tribesmen
- The Use and Abuse of Biology
- Culture and Practical Reason
- Historical Metaphors and Mythical Realities
- Waiting For Foucault
- Islands of History
- Anahulu: The Anthropology of History in the Kingdom of Hawaii
- How "Natives" Think: About Captain Cook, for Example (1995, ISBN 0226733688)
- Culture in Practice
- Apologies to Thucydides: Understanding History as Culture and Vice Versa
- The Western Illusion of Human Nature: With Reflections on the Long History of Hierarchy, Equality and the Sublimation of Anarchy in the West, and Comparative ... on Other Conceptions of the Human Condition

### Livros publicados em português
- Esperando Foucault, Ainda. São Paulo: UBU, 2018. ISBN 8592886341
- Metáforas Históricas e Realidades Míticas. Estrutura nos Primórdios da História do Reino das Ilhas Sandwich. Rio de Janeiro: Zahar, 2009. ISBN 9788537800973
- História e Cultura. Apologias a Tucídides. Rio de Janeiro: Zahar, 2006. ISBN 8571108994
- Esperando Foucault, Ainda. São Paulo: CosacNaify, 2004. ISBN 8577033395
- Cultura na Prática. Rio de Janeiro: Editora da UFRJ, 2004. ISBN 9788571082762
- Cultura e Razão Prática. 2a. ed. Rio de Janeiro: Zahar, 2003. ISBN 9788571106963
- Como Pensam os Nativos. Sobre o Capitão Cook, por Exemplo. São Paulo: EDUSP, 2001. ISBN 8531405211
- Ilhas de História. Rio de Janeiro: Zahar, 1990. ISBN 9788571101272
- Cultura e Razão Prática. 1a. ed. Rio de Janeiro: Zahar, 1979.
- Sociedades Tribais. Curso de Antropologia Moderna. Rio de Janeiro: Zahar, 1970.

### Artigos publicados em português
- SAHLINS, Marshall. O 'pessimismo sentimental' e a experiência etnográfica: por que a cultura não é um "objeto" em via de extinção (parte I)". Mana, Rio de Janeiro, v.3, n.1, abril de 1997.
- SAHLINS, Marshall. O 'pessimismo sentimental' e a experiência etnográfica: por que a cultura não é um "objeto" em via de extinção (parte II)". Mana, Rio de Janeiro, v.3, n.2, outubro de 1997.

## Leituras adicionais
- Kuper, Adam. Cultura - a visão dos antropólogos, Tradução de Mirtes Frang de Oliveira Pinheiros, Edusc